# Championnat du monde A de rink hockey masculin 2011
Navigation
Championnat du monde masculin A 2009 Championnat du monde masculin A 2013
Le Championnat du monde A de rink hockey masculin 2011 est la  40e édition des championnats du monde A de rink hockey se déroule en Argentine, dans la ville de San Juan, entre le 24 septembre et le 1er octobre 2011.
Cette édition était initialement prévue à Maputo, au Mozambique mais le CIRH lui a retiré la compétition sous prétexte que la ville-hôte manquait à ses obligations.
Pour cette édition, les États-Unis, l'Afrique du Sud et les Pays-Bas sont promues grâce à leur résultats lors du championnat du monde B de rink hockey masculin 2010, à Dornbirn, en Autriche.
Les trois équipes les moins bien classées dans cette compétition, joueront le championnat du monde B de rink hockey masculin 2012.

## Organisation

### Désignation
Le championnat était premièrement prévu a Maputo, au Mozambique, mais le CIRH décida en 2010 que le Mozambique n'était mas en mesure d'assurer l'organisation du mondial et l'annula. L'État mozambicain reçut de la CIRH 12000 Dollar américain en remboursement des frais déjà engagé dans la manifestation. L'organisation à alors été donné à San Juan qui à lui déjà accueilli 4 Championnat du monde masculin A de rink hockey. La coupe du monde 2011 ne sera donc pas africaine mais celle de 2013 se jouera à Luanda, en Angola et sera elle la première coupe du monde sur le sol africain.

### Infrastructures
Les matchs seront disputés à San Juan dans le stade Aldo-Cantoni. Ce stade a déjà accueilli 4 Championnat du monde masculin A de rink hockey (2001, 1989, 1978 et 1970). Sa capacité est de 8 000 spectateurs.

### Couverture médiatique
En Argentine Le mondial a une grande emprise sur les médias, certains matchs seront retransmis sur la CN23, une chaîne de télévision argentine, et sont suivis par de grands journaux nationaux tels que Página/12, La Nación, cb24
 ou encore Olé 
. De nombreuses vidéos et articles sont aussi postés sur le journal en ligne Vestuarios. La chaîne de télévision TV Publica diffusera aussi un cours reportage de 2 minutes sur le match.
Au Chili, pays voisins de la compétition, la Radio Cooperativa diffuse certains matchs et poste sur son site internet de nombreux commentaires sur la compétition
En Espagne, pays ou le rink hockey est le plus populaire, différents journaux sportifs tels que Marca
 ou El Mundo Deportivo
En France les journaux Le Monde et L'Équipe publient tous les deux un article sur le mondial.
Tous les matchs sont retransmis en direct sur la web-TV de la FIRS.

## Équipes
Au regard des résultats du championnat du monde A 2009 à Vigo et du championnat du monde B 2010 à Dornbirn, les 16 sélections participantes ont été réparties en quatre groupes.
Les États-Unis, l'Afrique du Sud et les Pays-Bas sont les trois nations promues dans le groupe A.
| Groupe A | Groupe B       | Groupe C   | Groupe D   |
| -------- | -------------- | ---------- | ---------- |
| Espagne  | Argentine      | Portugal   | Brésil     |
| Suisse   | Italie         | Angola     | France     |
| Chili    | Allemagne      | Mozambique | Colombie   |
| Pays-Bas | Afrique du Sud | États-Unis | Angleterre |

## Déroulement
La compétition se déroule en deux phases.
Pendant la phase de qualification, les équipes sont réparties dans quatre groupes de quatre équipes. À l'intérieur d'un groupe, chaque équipe se rencontre une fois, afin d'établir un classement.
La phase finale permet d'établir le classement de la compétition. Les deux meilleures équipes de chaque groupes sont qualifiées pour les quarts de finale. Les équipes les moins bien classées de chaque groupe se retrouvent pour un tournoi de classement.

## Phase de qualification

### Groupe A
| Rang | Équipe   | Pts | J | G | N | P | Bp | Bc | Diff |  | Résultats |  |     |     |      |
| ---- | -------- | --- | - | - | - | - | -- | -- | ---- |  | --------- |  | --- | --- | ---- |
| 1    | Espagne  | 9   | 3 | 3 | 0 | 0 | 27 | 2  | +25  |  | Espagne   |  | 4-0 | 8-1 | 15-1 |
| 2    | Chili    | 6   | 3 | 2 | 0 | 1 | 10 | 10 | 0    |  | Chili     |  |     | 3-1 | 6-1  |
| 3    | Suisse   | 3   | 3 | 1 | 0 | 2 | 7  | 7  | 0    |  | Suisse    |  |     |     | 6-0  |
| 4    | Pays-Bas | 0   | 3 | 0 | 0 | 3 | 2  | 27 | -25  |  | Pays-Bas  |  |     |     |      |

### Groupe B
| Rang | Équipe         | Pts | J | G | N | P | Bp | Bc | Diff |  | Résultats      |  |     |     |      |
| ---- | -------------- | --- | - | - | - | - | -- | -- | ---- |  | -------------- |  | --- | --- | ---- |
| 1    | Argentine      | 9   | 3 | 3 | 0 | 0 | 21 | 5  | +16  |  | Argentine      |  | 7-2 | 4-2 | 10-1 |
| 2    | Italie         | 6   | 3 | 2 | 0 | 1 | 19 | 8  | +11  |  | Italie         |  |     | 6-1 | 11-0 |
| 3    | Allemagne      | 3   | 3 | 1 | 0 | 2 | 12 | 12 | 0    |  | Allemagne      |  |     |     | 9-2  |
| 4    | Afrique du Sud | 0   | 3 | 0 | 0 | 3 | 3  | 30 | -27  |  | Afrique du Sud |  |     |     |      |

### Groupe C
| Rang | Équipe     | Pts | J | G | N | P | Bp | Bc | Diff |  | Résultats  |  |     |     |      |
| ---- | ---------- | --- | - | - | - | - | -- | -- | ---- |  | ---------- |  | --- | --- | ---- |
| 1    | Portugal   | 9   | 3 | 3 | 0 | 0 | 31 | 6  | +25  |  | Portugal   |  | 6-2 | 7-3 | 18-1 |
| 2    | Mozambique | 6   | 3 | 2 | 0 | 1 | 17 | 11 | +6   |  | Mozambique |  |     | 4-3 | 10-1 |
| 3    | Angola     | 3   | 3 | 1 | 0 | 2 | 12 | 13 | -1   |  | Angola     |  |     |     | 7-3  |
| 4    | États-Unis | 0   | 3 | 0 | 0 | 3 | 5  | 35 | -30  |  | États-Unis |  |     |     |      |

### Groupe D
| Rang | Équipe     | Pts | J | G | N | P | Bp | Bc | Diff |  | Résultats  |  |     |     |     |
| ---- | ---------- | --- | - | - | - | - | -- | -- | ---- |  | ---------- |  | --- | --- | --- |
| 1    | Brésil     | 9   | 3 | 3 | 0 | 0 | 24 | 5  | +19  |  | Brésil     |  | 8-1 | 9-2 | 7-2 |
| 2    | France     | 6   | 3 | 2 | 0 | 1 | 10 | 11 | -1   |  | France     |  |     | 4-2 | 5-1 |
| 3    | Colombie   | 3   | 3 | 1 | 0 | 2 | 9  | 14 | -5   |  | Colombie   |  |     |     | 5-1 |
| 4    | Angleterre | 0   | 3 | 0 | 0 | 3 | 4  | 17 | -13  |  | Angleterre |  |     |     |     |

## Phase finale

### Tableau final (San Juan)
|  | Quarts de finale     | Quarts de finale     | Quarts de finale     | Quarts de finale     |           |           | Demi-finales         | Demi-finales         | Demi-finales                  | Demi-finales                  |                               |                               | Finale              | Finale              | Finale              | Finale              |
|  |                      |                      |                      |                      |           |           |                      |                      |                               |                               |                               |                               |                     |                     |                     |                     |
|  | 29 septembre à 21h30 | 29 septembre à 21h30 | 29 septembre à 21h30 | 29 septembre à 21h30 |           |           | 30 septembre à 19h30 | 30 septembre à 19h30 | 30 septembre à 19h30          | 30 septembre à 19h30          |                               |                               | 1er octobre à 20h00 | 1er octobre à 20h00 | 1er octobre à 20h00 | 1er octobre à 20h00 |
|  | 29 septembre à 21h30 | 29 septembre à 21h30 | 29 septembre à 21h30 | 29 septembre à 21h30 |           |           | 30 septembre à 19h30 | 30 septembre à 19h30 | 30 septembre à 19h30          | 30 septembre à 19h30          |                               |                               | 1er octobre à 20h00 | 1er octobre à 20h00 | 1er octobre à 20h00 | 1er octobre à 20h00 |
|  | Espagne              | Espagne              | 5                    | 5                    |           |           | 30 septembre à 19h30 | 30 septembre à 19h30 | 30 septembre à 19h30          | 30 septembre à 19h30          |                               |                               | 1er octobre à 20h00 | 1er octobre à 20h00 | 1er octobre à 20h00 | 1er octobre à 20h00 |
|  | Espagne              | Espagne              | 5                    | 5                    |           |           | 30 septembre à 19h30 | 30 septembre à 19h30 | 30 septembre à 19h30          | 30 septembre à 19h30          |                               |                               | 1er octobre à 20h00 | 1er octobre à 20h00 | 1er octobre à 20h00 | 1er octobre à 20h00 |
|  | Italie               | Italie               | 2                    | 2                    |           |           | 30 septembre à 19h30 | 30 septembre à 19h30 | 30 septembre à 19h30          | 30 septembre à 19h30          |                               |                               | 1er octobre à 20h00 | 1er octobre à 20h00 | 1er octobre à 20h00 | 1er octobre à 20h00 |
|  | Italie               | Italie               | 2                    | 2                    | Espagne   | Espagne   | 4                    | 4                    |                               |                               |                               |                               | 1er octobre à 20h00 | 1er octobre à 20h00 | 1er octobre à 20h00 | 1er octobre à 20h00 |
|  | 29 septembre à 18h00 |                      |                      |                      | Espagne   | Espagne   | 4                    | 4                    |                               |                               |                               |                               | 1er octobre à 20h00 | 1er octobre à 20h00 | 1er octobre à 20h00 | 1er octobre à 20h00 |
|  |                      |                      | Mozambique           | Mozambique           | 3         | 3         |                      |                      |                               |                               |                               |                               | 1er octobre à 20h00 | 1er octobre à 20h00 | 1er octobre à 20h00 | 1er octobre à 20h00 |
|  | Brésil               | Brésil               | Mozambique           | Mozambique           | 3         | 3         | 6                    | 6                    |                               |                               |                               |                               | 1er octobre à 20h00 | 1er octobre à 20h00 | 1er octobre à 20h00 | 1er octobre à 20h00 |
|  | Brésil               | Brésil               | 30 septembre à 21h30 |                      |           |           | 6                    | 6                    |                               |                               |                               |                               | 1er octobre à 20h00 | 1er octobre à 20h00 | 1er octobre à 20h00 | 1er octobre à 20h00 |
|  | Mozambique           | Mozambique           | 9                    | 9                    |           |           |                      |                      |                               |                               |                               |                               | 1er octobre à 20h00 | 1er octobre à 20h00 | 1er octobre à 20h00 | 1er octobre à 20h00 |
|  | Mozambique           | Mozambique           | 9                    | 9                    | Espagne   | Espagne   | 5                    | 5                    |                               |                               |                               |                               |                     |                     |                     |                     |
|  | 29 septembre à 19h30 |                      |                      |                      | Espagne   | Espagne   | 5                    | 5                    |                               |                               |                               |                               |                     |                     |                     |                     |
|  |                      |                      | Argentine            | Argentine            | 4         | 4         |                      |                      |                               |                               |                               |                               |                     |                     |                     |                     |
|  | Argentine            | Argentine            | Argentine            | Argentine            | 4         | 4         | 12                   | 12                   |                               |                               |                               |                               |                     |                     |                     |                     |
|  | Argentine            | Argentine            |                      |                      |           |           |                      |                      |                               |                               |                               |                               |                     |                     |                     |                     |
|  | Chili                | Chili                | 3                    | 3                    |           |           |                      |                      |                               |                               |                               |                               |                     |                     |                     |                     |
|  | Chili                | Chili                | 3                    | 3                    | Argentine | Argentine | 4                    | 4                    | Match pour la troisième place | Match pour la troisième place | Match pour la troisième place | Match pour la troisième place |                     |                     |                     |                     |
|  | 29 septembre à 16h30 |                      |                      |                      | Argentine | Argentine | 4                    | 4                    | Match pour la troisième place | Match pour la troisième place | Match pour la troisième place | Match pour la troisième place |                     |                     |                     |                     |
|  |                      |                      | Portugal             | Portugal             | 3         | 3         |                      |                      | 1er octobre à 18h00           | 1er octobre à 18h00           | 1er octobre à 18h00           | 1er octobre à 18h00           |                     |                     |                     |                     |
|  | Portugal             | Portugal             | Portugal             | Portugal             | 3         | 3         | 6                    | 6                    | 1er octobre à 18h00           | 1er octobre à 18h00           | 1er octobre à 18h00           | 1er octobre à 18h00           |                     |                     |                     |                     |
|  | Portugal             | Portugal             |                      |                      |           |           |                      | 6                    |                               |                               | Mozambique                    | Mozambique                    | 2                   | 2                   |                     |                     |
|  | France               | France               | 3                    | 3                    |           |           |                      |                      |                               |                               | Mozambique                    | Mozambique                    | 2                   | 2                   |                     |                     |
|  | France               | France               | 3                    | 3                    | Portugal  | Portugal  | 9                    | 9                    |                               |                               |                               |                               |                     |                     |                     |                     |
|  |                      |                      |                      |                      |           |           |                      |                      |                               |                               |                               |                               |                     |                     |                     |                     |

### Matchs pour la5eplace
|  | Demi-finales pour la 5e place | Demi-finales pour la 5e place |                        |   | Match pour la 5e place | Match pour la 5e place |
|  | Demi-finales pour la 5e place | Demi-finales pour la 5e place |                        |   | Match pour la 5e place | Match pour la 5e place |
|  |                               |                               |                        |   |                        |                        |
|  | 30 septembre à 16h30          | 30 septembre à 16h30          |                        |   | 1er octobre à 15h30    | 1er octobre à 15h30    |
|  | 30 septembre à 16h30          | 30 septembre à 16h30          |                        |   | 1er octobre à 15h30    | 1er octobre à 15h30    |
|  | France                        | 3                             |                        |   | 1er octobre à 15h30    | 1er octobre à 15h30    |
|  | France                        | 3                             |                        |   | 1er octobre à 15h30    | 1er octobre à 15h30    |
|  | Chili                         | 4                             |                        |   | 1er octobre à 15h30    | 1er octobre à 15h30    |
|  | Chili                         | 4                             | Chili                  | 0 |                        |                        |
|  | 30 septembre à 18h00          |                               | Chili                  | 0 |                        |                        |
|  |                               | Italie                        | 4                      |   |                        |                        |
|  | Brésil                        | Italie                        | 4                      | 1 |                        |                        |
|  | Brésil                        |                               |                        | 1 |                        |                        |
|  | Italie                        | 6                             |                        |   |                        |                        |
|  | Italie                        | 6                             | Match pour la 7e place |   |                        |                        |
|  |                               |                               |                        |   |                        |                        |
|  | 1er octobre à 17h00           |                               |                        |   |                        |                        |
|  |                               |                               |                        |   |                        |                        |
|  | France                        | 5                             |                        |   |                        |                        |
|  | France                        | 5                             |                        |   |                        |                        |
|  | Brésil                        | 4                             |                        |   |                        |                        |
|  | Brésil                        | 4                             |                        |   |                        |                        |

### Matchs de classement
Les deux équipes les moins bien classées dans chaque groupe de la phase de qualification s'affrontent lors de matchs de classement afin de déterminer la hiérarchie mondiale entre les places 9 à 16.
Les équipes qui terminent aux places 14, 15 et16 sont reléguées dans le groupe mondial B et jouent le championnat du monde B 2012.
| Date                              | Match                             | Équipe                            | score                             | Équipe                            |
| Quarts de finale pour la 9e place | Quarts de finale pour la 9e place | Quarts de finale pour la 9e place | Quarts de finale pour la 9e place | Quarts de finale pour la 9e place |
| --------------------------------- | --------------------------------- | --------------------------------- | --------------------------------- | --------------------------------- |
| 29 septembre 2011                 | 1er quart                         | Suisse                            | 3 - 2                             | Afrique du Sud                    |
| 29 septembre 2011                 | 2e quart                          | Allemagne                         | 3 - 2                             | Pays-Bas                          |
| 29 septembre 2011                 | 3e quart                          | Angola                            | 7 - 1                             | Angleterre                        |
| 29 septembre 2011                 | 4e quart                          | Colombie                          | 5 - 2                             | États-Unis                        |
| Demi-finales pour la 13e place    |                                   |                                   |                                   |                                   |
| 30 septembre 2011                 | 1er demi                          | Afrique du Sud                    | 9 - 11                            | États-Unis                        |
| 30 septembre 2011                 | 2e demi                           | Pays-Bas                          | 4-3                               | Angleterre                        |
| Demi-finales pour la 9e place     |                                   |                                   |                                   |                                   |
| 30 septembre 2011                 | 1er demi                          | Allemagne                         | 4 - 3                             | Angola                            |
| 30 septembre 2011                 | 2e demi                           | Suisse                            | 6 - 0                             | Colombie                          |
| Match pour la 15e place           |                                   |                                   |                                   |                                   |
| 1er octobre 2011                  |                                   | Afrique du Sud                    | 4 - 7                             | Angleterre                        |
| Match pour la 13e place           |                                   |                                   |                                   |                                   |
| 1er octobre 2011                  |                                   | États-Unis                        | 0 - 5                             | Pays-Bas                          |
| Match pour la 11e place           |                                   |                                   |                                   |                                   |
| 1er octobre 2011                  |                                   | Colombie                          | 1 - 3                             | Angola                            |
| Match pour la 9e place            |                                   |                                   |                                   |                                   |
| 1er octobre 2011                  |                                   | Suisse                            | 4 - 3                             | Allemagne                         |

## Classement final
| Place              | Équipe         |
| ------------------ | -------------- |
| Médaille d'or      | Espagne        |
| Médaille d'argent  | Argentine      |
| Médaille de bronze | Portugal       |
| 4                  | Mozambique     |
| 5                  | Italie         |
| 6                  | Chili          |
| 7                  | France         |
| 8                  | Brésil         |
| 9                  | Suisse         |
| 10                 | Allemagne      |
| 11                 | Angola         |
| 12                 | Colombie       |
| 13                 | Pays-Bas       |
| 14                 | États-Unis     |
| 15                 | Angleterre     |
| 16                 | Afrique du Sud |

## Meilleurs buteurs
| # | Joueur                | Sélection  | Buts |
| - | --------------------- | ---------- | ---- |
| 1 | Pablo Alvarez         | Argentine  | 14   |
| - | Claudio Filho "Cacau" | Brésil     | 14   |
| - | Frederico Saraiva     | Mozambique | 14   |
| 4 | Mirko Bertolucci      | Italie     | 13   |
| 5 | Diogo Rafael          | Portugal   | 11   |
| 6 | Jordi Bargalló        | Espagne    | 10   |
| - | Cameron Torvik        | États-Unis | 10   |